# Gulella systemanaturae
Gulella systemanaturae is een slak uit de familie Streptaxidae. De hoogte van het huisje is zo'n 7 tot 8 millimeter. De soort is bekend van Dedza Mountain in Malawi. De slakt lijkt alleen te leven op hoogtes van 1700 tot 2100 meter.
De soort is beschreven in een special van Zoologische Mededelingen, uitgegeven door Naturalis, die op 1 januari 2008 verscheen ter ere van het 250-jarig bestaan van de zoölogische nomenclatuur. Op 1 januari 1758 verscheen namelijk de 10e editie van Systema naturae van Carl Linnaeus. De wetenschappelijke naam van deze slak verwijst naar dit werk.